# Pseudaethomerus lacordairei
Pseudaethomerus lacordairei är en skalbaggsart som först beskrevs av Bates 1862.  Pseudaethomerus lacordairei ingår i släktet Pseudaethomerus och familjen långhorningar. Inga underarter finns listade i Catalogue of Life.